# Back to Back
Back to Back er en dansk popduo bestående af Morten Remar og Nis Bøgvad, der blev dannet i 1986. Duoen slog igennem i 1989 med sangen "Jonathan", der blev en landeplage, fra duoens andet album Crackstreet. Efter Gløder af håb i 1991 gik duoen hver til sit, inden den i forbindelse I med et opsamlingsalbum i 1999 genoptog samarbejdet. Efter Popfiction fra 2003 og efterfølgende koncerter stoppede den igen. Duoen er gået sammen igen i 2016 og er begyndt at spille offentligt igen.
Back to Backs "Jonathan" har pr. juli 2025 rundet 15 millioner afspilninger på Spotify. "En som dig" er oppe på næsten 12 millioner streams.

## Diskografi

### Studiealbum
- 1987: Den første
- 1989: Crackstreet
- 1991: Gløder af håb
- 2001: Solfanger
- 2003: Popfiction

### Opsamlingsalbum
- 1995: Total Hits
- 1999: Back Again
- 2005: Som de andre gør
- 2009: Som de andre gør - det bedste med Back to Back
- 2017: Tur/Retur